# ニューギニア海溝
ニューギニア海溝（ニューギニアかいこう、英: New Guinea trench）は、ニューギニア島北方沖に沿って存在する海溝。プレートテクトニクスでは沈み込み帯とされる。

## 概要
西端はマピア環礁付近（東経134.5度）、東端はウェワク付近（東経143度40分）で、全長は約1,100kmとなっている。
ニューギニア島は暁新世からメッシニアンまではニューギニア高地南縁やポックリントントラフから、インド・オーストラリアプレートが太平洋プレート下へ沈み込む収束型境界であった。
オントンジャワ海台の北ソロモン海溝への衝突や、サフル大陸の衝突（ニューギニア高地の形成）などにより、この沈み込み帯は停止。代わってニューブリテン海溝やニューギニア海溝の沈み込みが開始した。
ニューギニア海溝はポックリントントラフとは逆に、北の太平洋プレート側の西カロリン海盆が、南のインド・オーストラリアプレート側のニューギニア島下に沈み込む収束型境界とされている。スラブは最深部で160kmまで到達しているが、火山フロントは形成されていない。現在のニューギニア島中央部付近の太平洋プレートとインド・オーストラリアプレートの相対速度は年間約11cmで、このうち約9割（9～10cm）がニューギニア海溝で消費され、残り約1割（1～2cm）がBewani-Torricelli断層帯やニューギニア高地褶曲衝上断層帯など大陸側で消費されていると推定される。
プレート境界としては、ニューギニア海溝の西側にアユトラフが沈み込む全長約300kmのマノクワリトラフや、左横ずれのソロン断層・ヤペン断層が連続する。東側では、左横ずれのビスマルク海地震帯や、ラム・マーカム断層帯が連続する。また、エアウリピク海膨南端付近から北東方向にマヌス海溝が存在している。

## 地震活動
海溝型地震が度々発生しており、インドネシアの西パプア州・パプア州や、パプアニューギニアのサンダウン州・東セピック州に被害を齎している他、津波がグアムや日本などの太平洋沿岸に到達することがある。
主な地震活動（日時は世界標準時）
- 1918年7月3日 - Mw 7.5 東セピック州で地震。
- 1944年4月27日 - Mw 7.6 西パプア州マノクワリで地震。
- 1996年2月17日 - Mw 8.2 パプア州ビアク島で地震。高さ最大7mの津波が発生し、死者166人。
- 1998年7月18日 - Mw 7.0 サンダウン州で地震。海底地すべりによって高さ最大15mの津波が発生し、アイタペ（英語版）を中心に死者約2,700人。
- 2002年9月8日 - Mw 7.6 サンダウン州で地震。死者4人。
- 2009年1月3日 - Mw 7.7 西パプア州マノクワリで地震。この地震の約3時間後にMw 7.4の余震も発生。死者4人。（マノクワリトラフ）